# Лінійка (шикування)
Лінійка — шикування в одну шеренгу, а також збір у такому строю.

## Урочисті лінійки в школах
За радянською традицією, шикування «лінійкою» — обов’язковий атрибут урочистих заходів у навчальних та інших дитячих закладах. Ця традиція зберіглася в Росії та деяких інших країнах, територія яких була окупованою радянським режимом.
В Україні від 1991 року не було директивних вказівок про обов'язковість шкільної лінійки — проводити її чи не проводити, вирішує школа. Натомість Міністерство освіти і науки рекомендує школам не відмовлятись від проведення святкових лінійок. На думку начальника головного управління середньої та дошкільної освіти МОН Юрія Кононенка, «не варто говорити, що це [шкільна лінійка] пережиток минулого», адже «є школи, де вважають, що це нормально», тож «коротку лінійку 1 вересня бажано проводити».
До 1935 року в Російській імперії та Радянському Союзі навчальний рік розпочинався в різний час у різних навчальних закладах. Спільний початок навчального року 1 вересня 1935 року затверджений постановою Ради народних комісарів. Свято День знань започатковане в СРСР з 1984 року.
У радянських школах 1 вересня проводилися урочисті лінійки, на яких присутні вдягнені у шкільну парадну форму учні та нарядні батьки, інші родичи. Діти дарують учителям квіти, із вітаннями виступають запрошені гості, в останній день занять звучить «останній дзвоник» тощо.